# Вакпаті I
Вакпаті (Вакпатіраджа) I (гінді वाक्पतिराज प्रथम; д/н — 944) — магараджа Сакамбхарі 917—944 роках.

## Життєпис
Походив з династії Чаухан. Син Чанданараджи. Посів трон 917 року. Прітхвіраджа Віджая стверджує, що Вакпаті здобув 188 військових перемог. Це може бути перебільшенням, але цілком можливо, що Вакпаті брав участь у великій кількості битв у хаотичних умовах, що виникли в результаті війни Гуджара Пратіхарів та Раштракутів. Також ймовірно успішно діяв проти Мултанського емірату.
Згідно з кам'яним написом в храмі Харшнатх він прийняв титул магараджи, ставши першим в своїй династії. Це сталося після оголошення незалежності від Гуджара-Пратіхарів десь у 920-х роках. Проти нього магараджахіраджа Магіпала I відправив військо на чолі з Кшамапалою тантрапалою (намісником) Раджастана, та Вірапалою Томар. У вирішальній битві Вакпаті I здобув рішучу перемогу. Це в свою чергу сприяло отриманню Томар незалежності від Гуджара-Пратіхарів.
Вакпаті I також захопив область Віндх'яваті на південь від своїх володінь. Помер 944 року. Його старший син Сімхараджа отримав основні землі, а другий син — Лакшмана — Наддул, ставши засновником нової гілки Чаухан, представники якої в подальшому стали магараджами Наддула.

## Будівництво
Хроніка «Прітхвіраджа Віджая» стверджує, що він побудував храм, присвячений Вомкеші біля озера Пушкар.